# 履約價
履約價（英語：Strike Price、Exercise Price），也稱為行使價或行權價。
在選擇權和權證交易中，履約價是投資人可於未來約定的日子裡，在市場中用「約定的價格」購買（即執行買權／Call，看多看漲）或出售（即執行賣權／Put，看空看跌）相關證券或商品。申請履約時，除現貨給付，也可以視合約選擇現金結算。

## 種類
常見的香草期權採用固定行使價，即結算時採用「約定的價格」減去「現貨價」計算內在值。
一些奇異期權可分為固定行使價（Fixed Strike）及浮動行使價（Floating Strike）兩大類別，例子包括：亞式期權（Asian Option）和回顧式期權（Lookback Option）。

### 回顧式期權
以回顧式認購期權（Call Lookback）為例，假設採用固定行使價$100。股票在有效期內曾經升至$125，則持有人獲利$25。
如果採用浮動行使價，結算時自動以有效期內的最低位計算。如同香草期權，內在值的計算方法是
{\displaystyle IV=S-K}
若股票在有效期內曾經跌$90，此價格便成為行使價。在到期日，現價是$105，則持有人獲利$15。

## 價值狀況
- 看多看漲

某標的股票Z的現貨價為69元，倘連結Z的認購權證（英語：Call Warrant）ZW的履約價也為69元，表示到期時可以用69元買進Z的股票。今投資人對未來趨勢看多看漲，可以購買ZW權證，如果到期時Z股價已漲至80元（價內：高於履約價），ZW權證持有者可用69元買進Z的股票，而有低價買進效益；反之，看錯趨勢，Z股價跌到69元或69元以下（價平或價外），投資人若以69元買進則不符投資報酬，此時放棄履約申請，損失購買權證的成本（權利金）。
- 看空看跌

又，某標的股票Y的現貨價為75元，倘連結Y的認售權證（英語：Put Warrant）YP的履約價也為75元，表示到期時可以用75元賣出Y的股票。今投資人對未來趨勢看空看跌，則可購買YP權證，如果到期時Y股價已跌至65元（價內：低於履約價），YP權證持有者可用75元賣出Y的股票，而有高價賣出效益；反之，看錯趨勢，Y股價漲至75元或75元以上（價平或價外），投資人若以75元賣出則不符投資報酬，此時放棄履約申請，損失購買權證的成本（權利金）。